# ランプラ・ジュニオルスFC
ランプラ・ジュニオルス・フットボール・クラブ（スペイン語: Rampla Juniors Football Club）は、ウルグアイの首都モンテビデオを本拠地とするサッカークラブである。クラブ創設は1914年1月7日。アマチュアリーグ時代の1927シーズンに国内リーグを制した実績がある。2024シーズンからはプリメーラ・ディビシオンに所属。

## ライバル
同じモンテビデオのビジャ・デル・セロ地区を本拠地とするセロとはライバル関係にあり、両クラブの対戦はクラシコ・デ・ラ・ビジャ（Clásico de la Villa、ビジャダービー）と呼ばれる。初対戦は1927年4月24日で、ランプラ・ジュニオルスが2-0で勝利した。ウルグアイの中では、ペニャロールとナシオナルによるスーペルクラシコに次ぐ歴史を持つダービーマッチである。

## タイトル

### 国内タイトル
- プリメーラ・ディビシオン（1900-）：1回
  - 1927
- セグンダ・ディビシオン（1903-）：4回
  - (1921), 1944, 1980, 1992, 2015-16　※1921シーズンは前身大会のディビシオナル・インテルメディア[1]

### 国際タイトル
なし

## 歴代監督
- マルティン・ラサルテ（1996-1997）

## 歴代所属選手
- アンヘル・ラブルナ（1960-1961）
- ビクトル・プア（1983）
- マルティン・ラサルテ（1987, 1996）
- アントニオ・アルサメンディ（1993）
- ナシメント（2005-2006）
- アルバロ・フェルナンデス（2019-）